# Estado Yue
Yue (en chino:越国, pinyin:Yuèguó) Fue un estado en la antigua China durante el periodo de Primaveras y Otoños (722-479 a. C.) y el periodo de los Reinos Combatientes (475-221 a. C.) ubicado en la hoy provincia de Zhejiang. Durante el periodo primavera y otoño su capital fue Guiji (会稽) en la hoy Shaoxing. Después de la conquista del Estado Wu, los reyes de Yue se mudaron a la capital del norte del estado Wu, hoy Suzhou.
Según Sima Qian historiador chino, sus gobernantes afirmaban ser descendientes de Yu el Grande.
Sus gobernantes fueron marqueses (侯, hóu) hasta el siglo VI a. C., cuando pasaron a reyes (王, wáng).

## Yue en la Historia

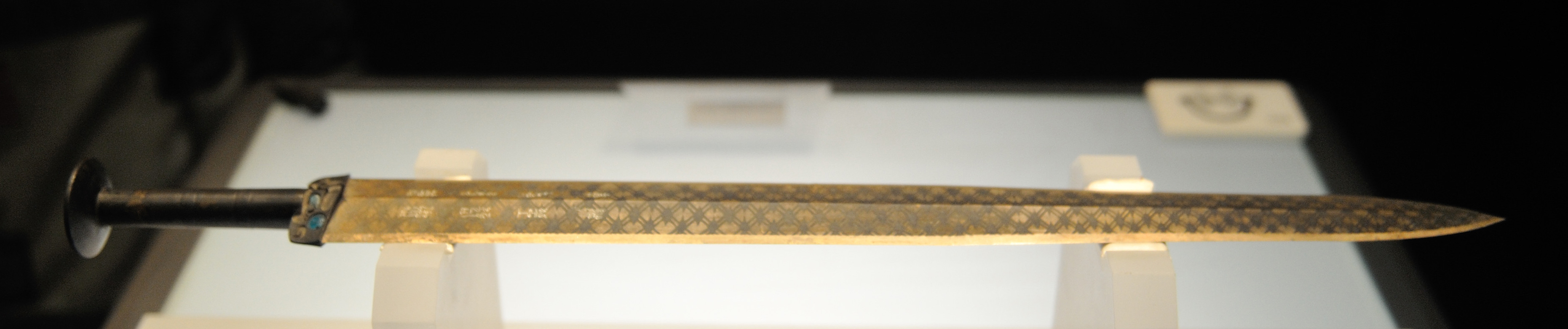
Espada de bronce del rey Goujian de Yue (771-403 a. C.). Tiene una famosa inscripción en escritura de sello de pájaros y gusanos.

Los antiguos textos chinos no mencionan a Yue hasta las guerras que se opuso a su vecino del norte, el estado de Wu, a fines del siglo VI a. C. Después de varias décadas de conflicto, el rey de Yue Goujian logró destruir a sus enemigos y anexó a Wu en 473 a. C., y Yue se convirtió en uno de los estados más poderosos a principios de los Reinos Combatientes.
En el año 334 a. C., el Estado de Yue, bajo el mando de Wu Jiang (无 疆), el descendiente de la sexta generación de Goujian, fue finalmente derrotado y anexado por el reinado de Chu. El segundo hijo de Wu Jiang, Ming Di, fue nombrado por el rey de Chu para administrar un lugar llamado Wu Cheng (hoy distrito de Wuxing de la ciudad Huzhou). Después de que Chu fuese conquistada por la dinastía Qin durante el Período de los Reinos Combatientes en 223 a. C., el título fue abolido por el emperador Qin Shi Huang. Los descendientes de los antiguos gobernantes tomaron el apellido Ou, 欧, Ouyang 欧阳 o Ou Hou 欧 侯 (ya desaparecido) en memoria de su título oficial. El Estado se hizo famoso por la calidad de los metales y, en particular, por sus espadas.
Después de la caída de Yue, la familia real se trasladó al sur de lo que hoy es el norte de Fujian y estableció el reino Minyue. Este estado sucesor duró hasta alrededor de 150 a. C., cuando hubo un error con la dinastía Han.